# Deeper (canción de Delirious?)
«Deeper» es el segundo sencillo del álbum debut de Delirious? King of Fools, lanzado el 5 de mayo de 1997. Fue el primer hit internacional de la banda y, junto con "History Maker" representaron a King of Fools en el setlist en vivo hasta 2005. 
Sorprendentemente dado a su mínimo airplay por parte de la corriente principal logró llegar al  #20 en la lista oficial de sencillos del Reino Unido en su primera semana, cayendo a la posición  #39 en la segunda.

## Suceso
Desde su lanzamiento "Deeper" tuvo muy buena recepción. Además de entrar en el Top 40 del UK Singles Chart se posicionó en el #5 de listado Indie. El DJ Mark Goodier de la BBC Radio 1 presentó la canción el 11 de mayo comentando: 

«una nueva entrada para Delirious?, una banda cuyo nombre podría ser un poco extraño para ti. Ellos no han entrado al conteo principal, mas sin embargo ya ha vendido más de 70.000 copias entre sus primeros dos sencillos. Tocan ante más de 2.000 personas, organizando sus propios conciertos. Así que podemos decir, que ellos son -El secreto mejor guardado del pop en la actualidad-. Su primer sencillo White Ribbon Day no logro entrar al Top 40, pero hoy Deeper, es un éxito considerable».

En los Estados Unidos la canción tuvo un gran suceso en el mercado CCM. John DiBiase uno de los periodistas de la página especializada Jesus Freak Hideout, se refirió al éxito de Delirious? en Norteamérica comentando: 

«En 1998 Delirious? tuvo una recepción abrumadora. Para el Creation Festival el logo de la banda aparecía en todas las publicidades del festival con la consigna -Los británicos están llegando-».

## Lista de canciones
1. «Deeper» (Radio versión)
2. «Deeper»
3. «Louder Than the Radio» (Remix)
4. «Come Like You Promise» (Live)

## Posicionamiento
| Listas           | Posición |
| ---------------- | -------- |
| UK Singles Chart | 20       |